# Jerzy Znosko

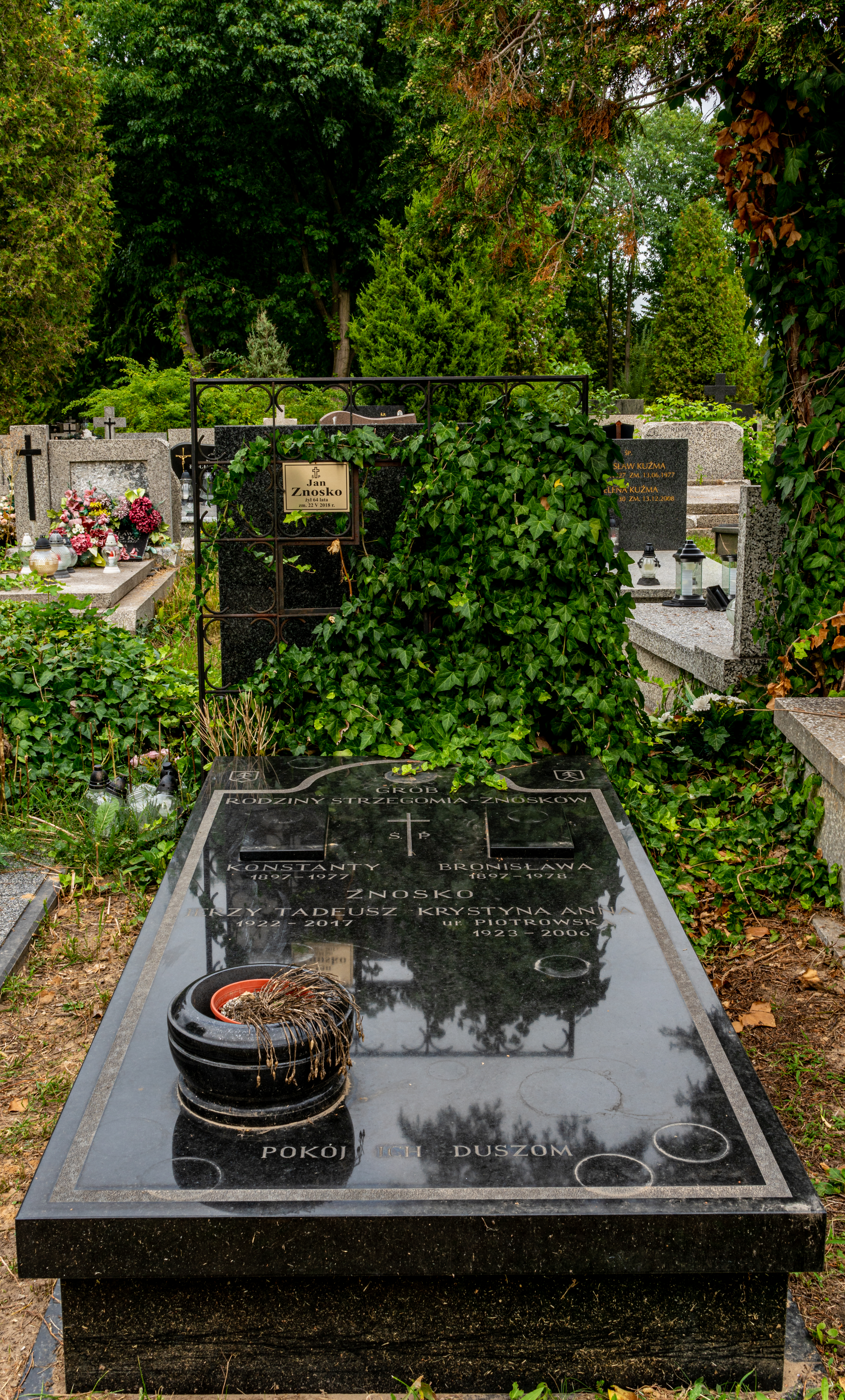
Grób Jerzego Znoski na cmentarzu Komunalnym Północnym w Warszawie

Jerzy Znosko (ur. 20 stycznia 1922 w Łodzi, zm. 11 stycznia 2017 w Warszawie) – polski geolog, tektonik, specjalista geologii regionalnej oraz złóż rud metali, a zwłaszcza złóż rud żelaza, profesor nauk przyrodniczych, członek rzeczywisty Polskiej Akademii Nauk.

## Życiorys

### Młodość i II wojna światowa
Ojciec Konstanty pochodził z Wileńszczyzny, z okolic Oszmiany, gdzie przodkowie mieli majątek ziemski; matka Bronisława Ciepłucha. Miał dwóch młodszych braci.
Uczęszczał do szkoły powszechnej i gimnazjum w Łodzi, gdzie tuż przed wojną uzyskał małą maturę. Od 1936 uprawiał floret. W maju 1939 zdobył mistrzostwo szkół średnich we florecie i zakwalifikował się do kadry narodowej.
We wrześniu 1939 jako ochotnik wstąpił do kompanii wartowniczej nr 4/41 pod dowództwem por. rez. Bronisława Kędzierskiego z 28 pp. Marszami odwrotowymi doszedł do Lubomla na Wołyniu. Po najeździe wojsk sowieckich na tereny polskie cofał się aż do Chełma Lubelskiego, a następnie z kompanią macierzystą szedł na odsiecz walczącej jeszcze Warszawy. 30 września 1939 jego oddział został w Wólce Domaszewskiej wcielony do 9 Pułku Strzelców Konnych w składzie Podlaskiej Brygady Kawalerii, a następnie, 3 października, do pułku Bohdan w składzie Samodzielnej Grupy Operacyjnej „Polesie” pod dowództwem gen. Franciszka Kleeberga. Uczestniczył w bitwie pod Kockiem, po której dostał się do niewoli niemieckiej. Krótko przebywał w obozie jenieckim w Twierdzy Dęblin, 22 października 1939 powrócił do Łodzi, gdzie kontynuował naukę w liceum, aż do początków listopada, kiedy Niemcy zamknęli polskie szkoły.
Podczas okupacji od końca lata 1940 pracował jako robotnik fizyczny przy rozbudowie lotniska w Lublinku k. Łodzi, następnie od zimy 1940 w fabryce trykotaży w Łodzi, a od listopada 1942 w zakładach Siemensa-Schuckerta w Berlinie. Po zbombardowaniu zakładów przez lotnictwo alianckie, od października 1944 do stycznia 1945 pracował w browarze w Rastenburgu (Kętrzyn).
Po oswobodzeniu powrócił do Łodzi, ale kontynuował naukę w Liceum im. Nowodworskiego w Krakowie, gdzie w 1946 uzyskał maturę. Jednocześnie jako wolny słuchacz studiował chemię i leśnictwo zaliczając pierwszy rok studiów. W 1946 podjął studia geologiczne na Uniwersytecie Jagiellońskim, które ukończył w 1950, uzyskując magisterium z geologii z paleontologią za pracę „Trias, retyko-lias i dogger na obszarze między Okradzionowem a Błędowem i Niegowonicami”, napisaną pod kierunkiem Mariana Książkiewicza i Franciszka Biedy. Jeszcze podczas studiów, od 1948 do 1950 pełnił obowiązki asystenta prof. M. Książkiewicza. Jednocześnie śpiewał w chórze Filharmonii Krakowskiej. W 1950 został pozbawiony stanowiska asystenta ze względów ideologiczno-politycznych.
W 1946 ożenił się z Krystyną Matusiak, która zmarła pod koniec 1948. W 1949 ożenił się powtórnie z Krystyną Piotrowską, z którą ma trójkę dzieci: Elżbietę, Tadeusza i Jana.

### W Państwowym Instytucie Geologicznym
Jesienią 1950 prof. M. Książkiewicz skierował go do Wydziału Złóż Rud Żelaza Oddziału Karpackiego Państwowego Instytutu Geologicznego, w którym do 1952 kierował Pracownią Stratygrafii, zorganizowaną do badań iłów rudonośnych środkowej jury krakowsko-częstochowskiej. Rozszerzył wówczas swoje badania skał retyku i liasu na obszar między Krakowem a Wieluniem.
W kolejnych latach (1952–1966) kierował w tym Zakładzie Pracownią Poszukiwań Złóż Rud Żelaza na Niżu Polskim. W 1953 został z całym Wydziałem (przemienionym na Zakład) przeniesiony do Warszawy. W latach 1954–1955 prowadził poszukiwania osadowych złóż rud żelaza w jurze środkowej antykliny kłodawsko-łęczyckiej. W rejonie Łęczycy odkrył w utworach doggeru i udokumentował złoże syderytów samotopliwych. Za to odkrycie otrzymał w 1955 indywidualną Nagrodę Państwową III stopnia. W oparciu o uzyskane materiały paleontologiczne opracował szczegółowy podział stratygraficzny jury środkowej.
W 1957 uzyskał w Instytucie Geologicznym (IG) w Warszawie stopień doktorski (kandydata nauk) za pracę „Retyk i lias między Krakowem a Wieluniem”. Promotorem był prof. dr Edward Passendorfer. 30 października 1958 uzyskał nominację na stanowisko docenta w IG.
W 1958 rozszerzył poszukiwania osadowych złóż żelaza na pokrywę osadową podłoża krystalicznego północno-wschodniej Polski. Zaprojektował wówczas wiercenie Szlinokiemie (Suwałki) IG 1, które miało wyjaśnić przyczynę regionalnej ujemnej anomalii magnetycznej, występującej na obszarze Suwalszczyzny, oraz możliwość występowania tam osadowych złóż rud żelaza. Kolejne wiercenia, wchodzące w podłoże krystaliczne tego obszaru, doprowadziły do odkrycia 1 sierpnia 1962 złoża magnetytu tytano- i wanadonośnego w Krzemiance i Udryniu na Suwalszczyźnie.
W latach 1960–1967 sprawował funkcję sekretarza naukowego Komitetu Nauk Geologicznych PAN, przy prof. Walerym Goetlu. Z kolei, w latach 1967–1969 kierował Zakładem Geologii Regionalnej Polski i Świata Wydziału Geologii Uniwersytetu Warszawskiego.
Na początku 1966 został odsunięty od prac poszukiwawczo-złożowych. Zajął się organizacją Pracowni Badań Tektonicznych w Instytucie Geologicznym, przemianowanej następnie w Samodzielny Zespół Badań Tektonicznych, którym kierował do 1972. Do głównych zagadnień tektonicznych, którymi się zajmował należy problem południowo-zachodniej granicy platformy prekambryjskiej i występowania wzdłuż niej pasma górskiego i deformacji kaledońskich. Wypowiadał się za występowaniem w tej strefie między morzem Północnym i Czarnym tzw. cirkumfennosarmackiej gałęzi orogenu kaledońskiego. Zajmował się także pozycją tektoniczną Górnośląskiego Zagłębia Węglowego i Gór Świętokrzyskich, a także znaczeniem tektonicznym strefy Teisseyre’a-Tornquista. Na przykładzie rozwoju tektonicznego Polski rozwinął też pogląd o obrastaniu starych bloków kontynentalnych przez coraz młodsze orogeny. Podsumowaniem jego poglądów stała się mapa tektoniczna Polski w skali 1:500 000.
W 1972 otrzymał tytuł profesora nadzwyczajnego, a w 1989 – profesora zwyczajnego.
W latach 1972–1980 był dyrektorem Zakładu (później Instytutu) Nauk Geologicznych Polskiej Akademii Nauk. W tym czasie był także konsultantem naukowym Instytutu Geologicznego w Warszawie. W 1976 został mianowany członkiem korespondentem Polskiej Akademii Nauk. W 1986 został członkiem rzeczywistym PAN.
W 1981 powrócił do Instytutu Geologicznego i objął kierownictwo Pracowni Tektoniki w Zakładzie Stratygrafii, Paleontologii i Tektoniki IG/PIG, które sprawował do 1991. W 1988 otrzymał indywidualną Nagrodę Państwową II stopnia za osiągnięcia w dziedzinie geologii regionalnej i tektoniki kaledonidów Europy Środkowej, w 1999 został laureatem Nagrody Ministra Ochrony Środowiska i Zasobów Naturalnych I stopnia w zakresie geologii.
Był promotorem 7 prac doktorskich oraz autorem 83 monografii, rozpraw i artykułów, 12 atlasów i map geologicznych, 21 atlasów i map tektonicznych.

### Działalność w Radach i Stowarzyszeniach Naukowych
W latach 1975–1978 i 1981–1991 był wiceprzewodniczącym, a w latach 1991–1995 przewodniczącym Rady Naukowej PIG. Był też członkiem Rad Naukowych Zakładu Nauk Geologicznych PAN, Instytutu Nauk Geologicznych PAN, Instytutu Geofizyki PAN, Instytutu Historii Nauki PAN, Instytutu Geologii Podstawowej Uniwersytetu Warszawskiego, Instytutu Nauk Geologicznych Uniwersytetu Jagiellońskiego oraz Instytutu Geodezji i Kartografii.
W 1992 został członkiem czynnym Polskiej Akademii Umiejętności, a w latach 1994–2000 pełnił funkcję wiceprezesa.
Od 1951 był członkiem Polskiego Towarzystwa Geologicznego; od września 1977 – członkiem, a od 1981 – wiceprezesem Zarządu Głównego PTGeol. Od września 1986 jest Członkiem Honorowym PTGeol.

## Miejsce spoczynku
Zmarł w Warszawie, pochowany 19 stycznia 2017 na cmentarzu Komunalnym Północnym w Warszawie (kwatera W-XII-3-12-4).

## Publikacje (wybór)
- Znosko J., 1953, Budowa geologiczna okolic Błędowa i Niegowonic k/Olkusza, Biuletyn Instytutu Geologicznego, Nr 74, s. 1–60, Warszawa.
- Znosko J., 1955, Retyk i lias między Krakowem a Wieluniem, Prace Instytutu Geologicznego, t.14, s. 1–146, Warszawa.
- Znosko J., 1957, Zarys stratygrafii łęczyckiego doggeru, Biuletyn Instytutu Geologicznego, Nr 125, t. 3, s. 1–144, Warszawa.
- Znosko J., 1957, Wznoszenie się wysadu kłodawskiego w jurze i jego wpływ na genezę łęczyckich muszlowców syderytowych, Kwartalnik Geologiczny, t. 1, nr. 1, s. 90–105, Warszawa.
- Znosko J., 1957, Osady i obszary perspektywiczne do poszukiwań złóż rud żelaza na Niżu Polskim, Kwartalnik Geologiczny, t. 1, nr. 2, s. 303–328, Warszawa.
- Znosko J., 1959, Wstępny zarys stratygrafii utworów jurajskich w południowo-zachodniej części Niżu Polskiego, Kwartalnik Geologiczny, t. 3, nr. 3, s. 501–528, Warszawa.
- Znosko J., 1961, W sprawie pozycji stratygraficznej eokambryjskich sparagmitów i innych młodokambryjskich formacji, Kwartalnik Geologiczny, t. 5, nr. 4, s. 737–774, Warszawa.
- Znosko J., 1963, Problemy tektoniczne obszaru pozakarpackiej Polski, Prace Instytutu Geologicznego, t. 30, cz. 4, s. 71–109, Warszawa.
- Znosko J., 1964, O konieczności wykonania głębszych wierceń w części apikalnej mrzygłodzkiego batolitu, Kwartalnik Geologiczny, t. 8, nr. 3, s. 465–477, Warszawa.
- Znosko J., 1965, Problem kaledonidów i granicy platformy prekambryjskiej w Polsce, Biuletyn Instytutu Geologicznego, Nr 188,  „Z badań tektonicznych w Polsce”, s. 5–72, Warszawa.
- Znosko J., 1965, Pozycja tektoniczna śląsko-krakowskiego zagłębia węglowego, Biuletyn Instytutu Geologicznego, Nr 188, „Z badań tektonicznych w Polsce”, s. 73–120, Warszawa.
- Znosko J. (red.), 1968, Atlas geologiczny Polski 1:2000 000, Instytut Geologiczny, Warszawa.
- Znosko J., 1972, Jednostki tektoniczne Polski na tle tektoniki Europy, Biuletyn Instytutu Geologicznego, Nr 252, s. 69–82, Warszawa.
- Znosko J., 1973, Głębokie wiercenie „Suwałki IG1”, Profile głębokich otworów wiertniczych Instytutu Geologicznego, Nr 16, s. 1–34, 50–53, 60–107, Warszawa.
- Znosko J., 1979, The Tesseyre-Tornquist tectonic zone: some interpretative implications of recent geological and geophysical investigations, Acta Geologica Polonica, vol. 29, nr 4, p. 365–382, Warszawa.
- Znosko J., 1981, The problem of oceanic crust and of ophiolites in the Sudetes. Multilateral Cooperation of the Academies of Sciences of the Socialist Countries: Problem Commission Nr IX, Subcommission 2: Early Stages of Evolution of Geosynclines and their Ophiolitic Complex, vol. II, p. 3–28, Potsdam-Freiberg.
- Znosko J., 1996, Tectonic style of the Early Palaeozoic sequences in the Holy Cross Mountains Geological Quarterly, vol. 40, No 1, p. 1–22, Warszawa.

## Ordery i odznaczenia
- Krzyż Komandorski Orderu Odrodzenia Polski (1989)
- Krzyż Kawalerski Orderu Odrodzenia Polski (27 kwietnia 1956)[5]
- Krzyż Kampanii Wrześniowej 1939 (Londyn, 1985)
- Medal „Za udział w wojnie obronnej 1939” (1995)
- Medal 10-lecia Polski Ludowej (23 maja 1955)[6]
- Medal „Pro Patria” (2011)[7]
- Medal im. Mikołaja Kopernika PAN (2002)
- Honorowa Złota Odznaka PIG (1994)[8]

## Upamiętnienie
Nazwiskiem Znosko nazwano lodowiec na Wyspie Króla Jerzego (Antarktyka) w rejonie półwyspu Kellera.